# 拓跋乾暉
拓跋乾暉（?—?），唐朝中期党项族首领，静边州大首领、左羽林大将军拓跋朝光的儿子，贞元二年（786年），吐蕃军队深入到了夏州，作为夏州党项刺史的拓跋乾晖放弃了夏州城，使夏州陷入吐蕃之手。第二年，吐蕃撤离了夏州，拓跋乾暉的后代一直居住在夏州。